# Хадим Сулейман-паша
Хадим Сулейман-паша (осман. خادم سلیمان پاشا тур. Hadım Süleyman Paşa 1467 — вересень 1547) — бейлербей османського Єгипту (1525-1535) і великий візир Османської імперії (1541-1544).

## Біографія
Народився в 1467 році. Імовірно був угорського походження. В дитинстві потрапив в султанський палац, де навчався в Ендеруні. В історії відомий як візир-євнух (тур. Hadım — євнух).

## Кар'єра
У 1524 році був призначений бейлербеем Дамаска. 14 червня 1525 року після придушення повстання Ахмед-паші, великий візир  Ібрагім-паша призначив Хадима Сулеймана-пашу на пост бейлербея Єгипту. На цій посаді він пробув 10 років.
В цей час, внаслідок відкриття португальцями морського шляху в Індію, виникла потужна загроза торговим відносинам Єгипту з Індією з боку Португалії. Султан почав османсько-португальську війну, відправивши з єгипетського Суеца під командуванням Хадима Сулеймана-паші в Індійський океан велику османську ескадру з метою витіснення португальців з Індії. В Індії османи невдало взяли в облогу португальську фортецю Діу і були змушені повернутися назад, але в ході експедиції було захоплено Аден і поширено владу Османської імперії на Ємен. Розвиток флоту було припинено через війну, що почалася проти Ірану. За наказом султана, Сулейман-паша залишив Єгипет і вирушив в похід до Персії. 26 лютого 1535 року на посаду бейлербея Єгипту був призначений Хюсрев-паша. Після повернення з походу в 1535 році Сулейман-паша був призначений бейлербеем Анатолії.
У 1539 році Хадим Сулейман-паша покликаний в столицю і призначений візиром дивана. У квітні 1541 року, після зняття з посади Лютфі-паші, Султан Сулейман призначає Сулеймана-пашу великим візиром.
У 1544 році між Сулейман-пашею і Хюсрев-пашею відбулася перепалка на раді дивана на очах у султана. Справа дійшла до бійки, в результаті обидва паші були зняті зі своїх посад. Хюсрев-паша оголосив голодування і через 17 днів помер. Хадим Сулейман-паша був висланий в Малкару.

## Смерть
Хадим Сулейман-паша помер у вересні 1547 в віці 80 років в Малкарі.

## Кіновтілення
У турецькому телесеріалі "Чудовий вік" роль Сулеймана-паші виконав Ібрагім Раджі Оксюз.